# Heerlijkheid Breuberg

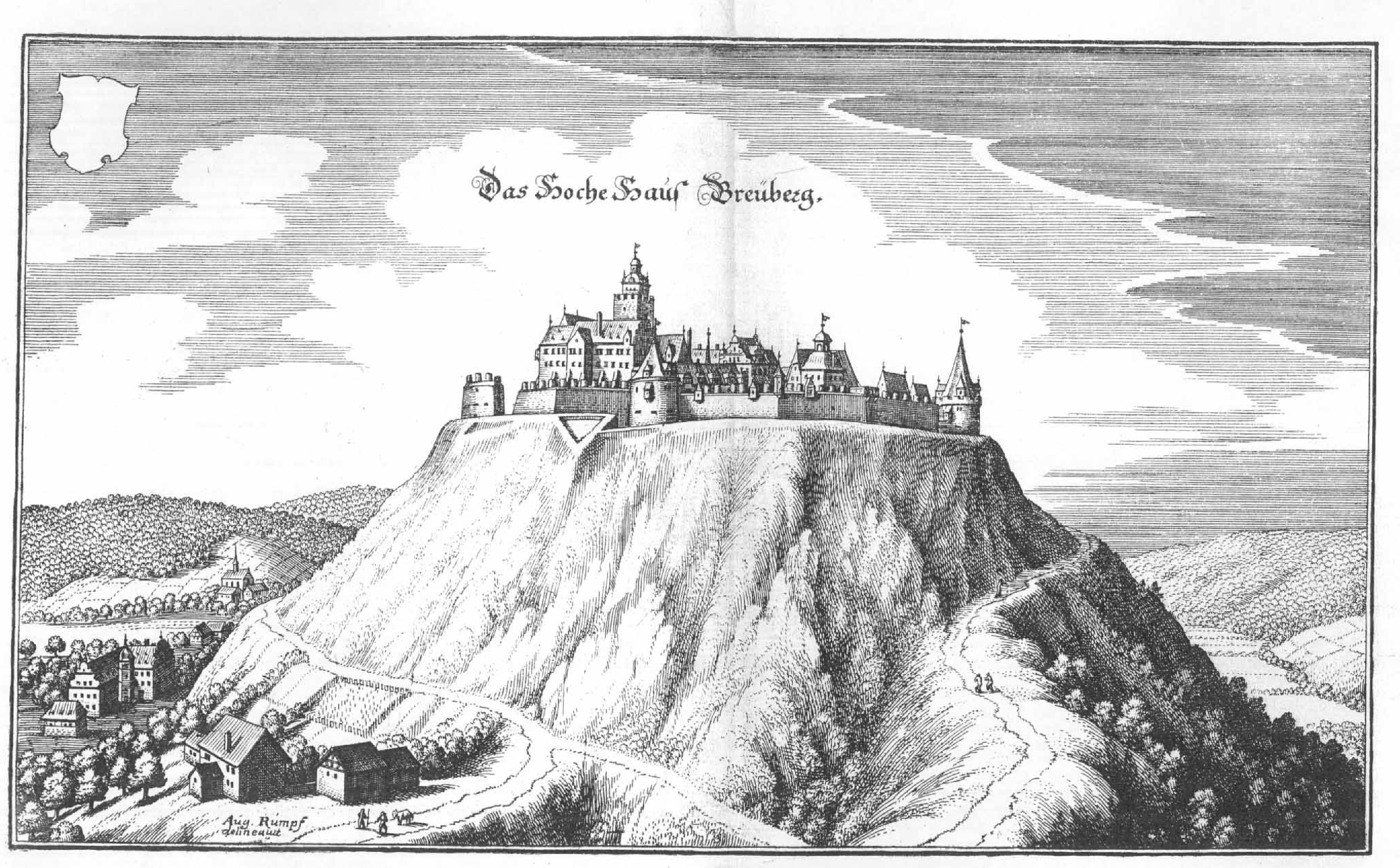
Burcht Breuberg, Merian-Stich 1648

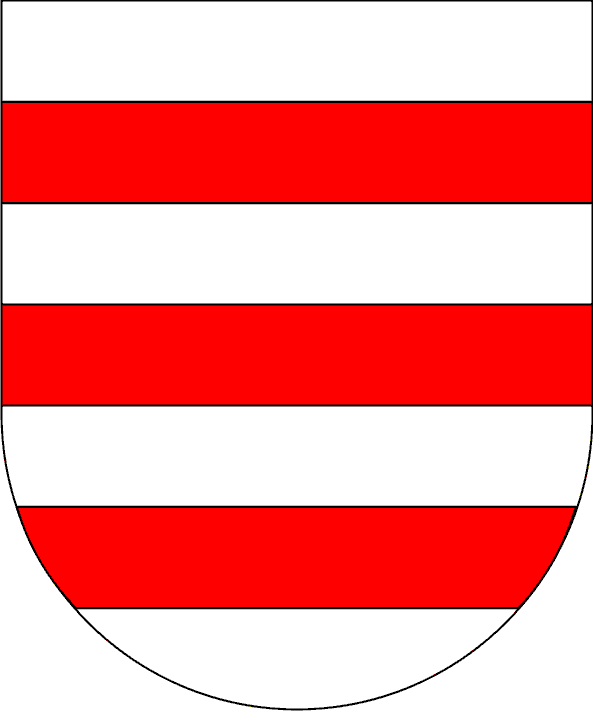
heerlijkheid Breuberg

Breuberg was een tot de Frankische Kreits behorende heerlijkheid binnen het Heilige Roomse Rijk.
In het midden van de twaalfde eeuw werd de burcht Breuberg gebouwd om de bezittingen van de abdij van Fulda rond Umstadt te beschermen. Tegen 1200 werd de burcht aan de heren van Breuberg overgedragen, die voogd waren namens de abdij. De heren weten landshoogheid in de heerlijkheid te verwerven. Het geslacht Breuberg stierf in 1323 uit.
De heerlijkheid viel aan meerdere eigenaren, waarvan de belangrijkste de graven van Wertheim waren. Na 1497 waren zij de enige bezitters.
Bij het uitsterven van de graven van Wertheim in 1556 viel de heerlijkheid aan twee eigenaren, die ieder de helft bezaten: de graven van Erbach en de graven graven van Stolberg-Königstein. Het Stolberger aandeel van Breuberg vererfde in 1574/98 samen met het graafschap Wertheim aan de graven van Löwenstein.
De heerlijkheid werd niet verdeeld maar bestuurd als een condominium.
Artikel 24 van de Rijnbondakte van 12 juli 1806 stelde de heerlijkheid Breuberg onder de soevereiniteit van het groothertogdom Hessen-Darmstadt: de mediatisering.